# 秦観

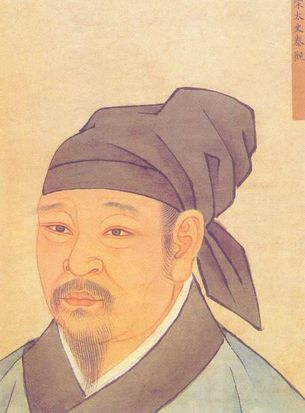
秦観

秦 観（しん かん、1049年（皇祐元年）- 1100年（元符3年））は、中国北宋の詩人・政治家。字は少游・太虚。号は淮海居士。高郵軍高郵県の出身。
蘇軾の門下となり、黄庭堅・晁補之・張耒とともに「蘇門四学士」と称された。元豊8年（1085年）の進士。太常博士・国史館編修になったが、紹聖年間（1094年 - 1098年）に入ると新法派によって中央から退けられた。杭州通判を皮切りに郴州や雷州などに左遷され、召還をうけて帰途にあった藤州で生涯を終えた。
詩風を一言で表現すると繊細であり、女性の様な弱々しさとの評がある。また、詞においては男女間の機微を詠った作品が多い。